# Aéroport de São Raimundo Nonato
L'aéroport São Raimundo Nonato aussi appelé aéroport Serra da Capivara (code OACI : SWKQ) est l'aéroport de São Raimundo Nonato au Brésil. Il est nommé d'après le Parc national de la Serra da Capivara. 
Il est exploité par Esaero.

## L'histoire
L'aéroport a été inauguré le 27 octobre 2015 après 11 ans de travaux.

## Compagnies aériennes et destinations
La seule compagnie active (ci-dessous) a cessé son service en 2017.
| Compagnies | Destinations         |
| ---------- | -------------------- |
| Piquiatuba | Picos (en), Teresina |

## Accès
L'aéroport est situé à 10 km du centre-ville de São Raimundo Nonato.